# Тейлор, Дэниел Джон
Дэниел Джон Тейлор (англ. Daniel John Taylor) — канадский оперный певец, дирижёр, театральный режиссёр и музыкальный педагог XX—XXI веков. Репертуар включает контратеноровые оперные партии и старинную музыку. Лауреат премии журнала Gramophone (2000, «Ринальдо», Decca Records) и премий «Опус» (1997, 2002), офицер ордена Канады (2019).

## Биография
Родился в 1969 году. В шесть лет начал петь в хоре англиканской церкви Св. Матфея в Оттаве, а в десять лет стал солистом Национального центра искусств. В подростковом возрасте стал ясен потенциал Тейлора как контратенора. В 16 лет начал брать уроки вокала у известного контратенора Аллана Фаста. На следующий год поступил в Макгиллский университет, где изучал музыку, английский язык и философию. По окончании первой степени в 1992 году продолжил образование в Монреальском университете, получив степень магистра по музыке и религиоведению. В дальнейшем проходил профессиональную подготовку в Европе, где изучал интерпретацию музыки барокко, брал уроки у британского контратенора Майкла Чанса.
Профессиональный дебют состоялся в возрасте 17 лет со Студией старинной музыки Монреаля. Через три года исполнил «Рождественскую ораторию» Баха с ансамблем старинной музыки «Тафельмузик». В 1997 году впервые появился на сцене в оперной роли (Дидим в «Феодоре» Генделя, поставленной Питером Селларсом в рамках Глайндборнского оперного фестиваля, Великобритания). Это исполнение было отмечено в газете «Таймс» за «поразительную чистоту тона и музыкальность». Через два года на сцене Метрополитен-оперы исполнил партию Нирено в «Юлии Цезаре» того же композитора. Это выступление также получило высокие оценки критиков. В 2004 году на Эдинбургском фестивале исполнил заглавную партию в «Орфее и Эвридике» Глюка.
Был штатным композитором Банфской школы искусств. В 2006 году стал адъюнкт-профессором Макгиллского университета, в 2009 году — профессором вокала в Консерватории музыки и театрального искусства Квебека. Основатель, дирижёр и художественный директор базирующегося в Монреале ансамбля аутентичных инструментов Theatre of Early Music.

## Творчество
Зарекомендовал себя как ведущий контратенор Канады и один из лучших обладателей этого певческого голоса в мире. Выступал с такими труппами, как Опера Сан-Франциско, Баварская государственная опера и Канадская опера и с такими инструментальными и хоровыми коллективами, как Gabrieli Consort, The King’s Consort, хор Монтеверди, Филадельфийский оркестр, Монреальский и Торонтский симфонические, Нью-Йоркский и Роттердамский филармонические оркестры. Часто сотрудничает с канадской певицей-сопрано Сюзи Леблан, записывался совместно с Чечилией Бартоли, Дэвидом Дэниэлсом, Эммой Керкби. Давал сольные концерты в лондонском Уигмор-холле и нью-йоркском Карнеги-холле.
В период с 1991 по 2013 год вышло более 80 аудиозаписей с участием Дэниела Тейлора, в том числе на таких лейблах как Decca, Deutsche Grammophon и Sony Classical. Хотя Тейлор известен в первую очередь как специалист по старинной музыке, его репертуар включает партии из более новых опер, а также работы современных композиторов — Леонарда Бернстайна («Чичестерские псалмы»), Карла Орфа (Carmina Burana), Рюити Сакамото (опера «Жизнь»), Альфреда Шнитке (кантата «История доктора Иоганна Фауста»), Арво Пярта, Христоса Хациса.

## Награды и звания
- Премия журнала Gramophone (2000, «Ринальдо», Decca Records, с Чечилией Бартоли и Дэвидом Дэниэлсом)[2]
- Премия «Опус» — 3 раза (1997, Henry Purcell: On the Muse’s Isle; 2002, Lamento: German Sacred Concert; 2002, Handel: Love Duets с Леблан)[2]
- Премия «Опус» лучшему исполнителю года (2004)[3]
- Исполнитель года по версии Совета Квебека по музыке (2004)[2]
- Офицер ордена Канады (2019[1])